# 資本の一般的定式
資本の一般的定式・資本の一般的公式（しほんのいっぱんてきていしき・こうしき、英語: general formula of capital）とは、カール・マルクスの『資本論』において、貨幣で商品を買って、売って、剰余をあげる形のことを指す。貨幣（ドイツ語: Geld)をG、商品 (ドイツ語: Ware)をW、貨幣の増分⊿Gを含む回収分をG′で表すと、G―W―G′が資本の一般的公式である。
英語では、貨幣はM (Money)、商品をC (commodity)、購入をM-C、販売をC-M、資本の一般的公式はC-M-C′と書く。

## 概説
貨幣資本を商品生産に投下し、生産物を販売し、利潤を得ること目的とした、貨幣（M）―商品（C）―増殖された貨幣（ΔM）、という一般的な価値の自己増殖の形式をいう。
資本の一般的定式はすべての種類の資本の運動に合致する。
資本は剰余価値を連続的に再生産する価値の運動体であり、それはつまり、最初に貨幣が投下されれば、最終的に資本家にはより大きな価値を持つ貨幣（自己増殖した価値）を手に入れることになる。
これは前期的資本（近代以前の資本）である商業資本ではM―C―ΔM、高利貸し資本ではM―ΔMと形式上なっていることからも分かる。ただ前期的資本は「不等価交換」に基づいて剰余価値を得ているため、全体的には何も生産していない。
一方で、近代的資本では等価交換に基づきながらも剰余価値を生み出して価値を自己増殖しなければいけないため、C―ΔMの資本流通に「等価交換にもかかわらず価値が増殖している」という矛盾が生まれる。これはCを生産する際に用いる労働力の価値が移転したため、M―C―ΔMという形式に加えて、M―C―Pm（生産手段）＋A（労働力）…P（生産過程）…C´（C＋ΔC）―ΔMとなると考えれば矛盾は解消され、資本の一般的定式にも合致する。